# Denis Sergejewitsch Mazukewitsch
Denis Sergejewitsch Mazukewitsch (russisch Денис Сергеевич Мацукевич; englisch: Denis Sergeyevich Matsukevich; * 28. März 1986 in Minsk, Weißrussische SSR) ist ein ehemaliger russischer Tennisspieler.

## Karriere
Denis Mazukewitsch spielt hauptsächlich auf der dritt- und zweitklassigen ITF Future Tour und ATP Challenger Tour. Er gewann bisher fünf Einzel- und 23 Doppeltitel auf der Future Tour. Er spielt seit 2002 auf der Profitour, konnte jedoch erst Ende 2004 Fortschritte in der Weltrangliste vorweisen, indem er das Jahr im Einzel auf Rang 615 und im Doppel auf Rang 499 beendete. Seinen ersten Titel feierte er 2005 auf der Future Tour im Doppel. Auf der Challenger Tour kam er selten über die zweite Runde hinaus, erst 2006 stand er in Pensa zum ersten Mal in einem Finale. Zu seinem Debüt auf der ATP World Tour kam er in Moskau. Gemeinsam mit Jewgeni Kirillow erhielt er eine Wildcard für das Doppelfeld, schied jedoch in der ersten Runde aus.
Im Folgejahr gelang Mazukewitsch erneut in Moskau die Qualifikation für das Hauptfeld des Einzelbewerbs, wo er gegen seinen Landsmann Marat Safin ausschied. Zwei Wochen später erhielt er in St. Petersburg für das Einzelfeld eine Wildcard und feierte seinen ersten Sieg auf der World Tour gegen Igor Kunizyn. In der zweiten Runde musste er sich Philipp Kohlschreiber klar mit 1:6, 1:6 geschlagen geben. 2008 stand er in Amersfoort sowohl im Einzel- als auch im Doppelhauptfeld, überstand aber nur im Doppel die erste Runde. Im August feierte Mazukewitsch seinen ersten Titelgewinn auf der Challenger Tour. In Samarqand gewann er an der Seite von Irakli Labadse den Doppelbewerb. In den Folgejahren schaffte er nicht mehr den Sprung in ein Hauptfeld auf der World Tour und spielte ausschließlich Turniere auf der Future und Challenger Tour. Im Juli 2009 erreichte er mit dem 155. Rang seine bislang beste Doppelplatzierung in der Weltrangliste.
Im Juli 2011 schaffte er nach drei Einzeltiteln auf der Future Tour mit dem 234. Rang seine beste Einzelplatzierung und nahm bei den US Open zum ersten Mal an der Qualifikation eines Grand-Slam-Turniers teil, schied jedoch bereits in der ersten Qualifikationsrunde aus. 2013 gewann er keinen einzigen Titel und rutschte in der Weltrangliste wieder aus den Top 500. Durch erneute Erfolge auf der Future Tour gelang ihm im Doppel in den darauffolgenden Jahren wieder die Rückkehr in die Top 300 der Welt. Im Mai 2016 gewann er zum zweiten Mal den Doppeltitel in Samarqand. Diesmal setzte er sich mit Andrej Wassileuski gegen das an vier gesetzte Duo Hsieh Cheng-peng und Yang Tsung-hua in drei Sätzen durch. Im Anschluss daran gewann er nur noch fünf Doppeltitel auf der Future Tour, weshalb er in der Weltrangliste sowohl im Einzel als auch im Doppel nur noch um den 800. Rang geführt wird. Nach nur noch einem Turnier, was er 2019 spielte, beendete er Anfang 2019 seine Karriere.

## Erfolge
| Legende (Anzahl der Siege)  |
| Grand Slam                  |
| ATP World Tour Finals       |
| ATP World Tour Masters 1000 |
| ATP World Tour 500          |
| ATP World Tour 250          |
| ATP Challenger Tour (2)     |

### Doppel

#### Turniersiege
| Nr. | Datum          | Turnier       | Belag | Partner            | Finalgegner                     | Ergebnis          |
| --- | -------------- | ------------- | ----- | ------------------ | ------------------------------- | ----------------- |
| 1.  | 8. August 2008 | Samarqand (1) | Sand  | Irakli Labadse     | Daniil Arsenow Vaja Uzoqov      | 7:61, 4:6, [10:3] |
| 2.  | 13. Mai 2016   | Samarqand (2) | Sand  | Andrej Wassileuski | Hsieh Cheng-peng Yang Tsung-hua | 6:4, 5:7, [10:5]  |